# 王颂蔚
王颂蔚（1849?年—1895年），初名叔炳，字芾卿，号蒿隐，江蘇長洲縣（今蘇州市）人。晚清進士，政治人物。

## 生平
早年師從冯桂芬，二十歲時由冯桂芬聘請修撰《郡志》，同叶昌炽、袁寶璜合称“苏州三才子”。光绪六年（1880年）进士，同年五月，改翰林院庶吉士。光緒九年四月，散館，著以部属用，任户部主事，补军机章京。官至户部郎中。與李慈铭、袁昶、沈曾植等友善，長於史學。甲午战争後悲愤莫名，翌年染疾卒。

## 轶事
蔡元培是王颂蔚的學生。

## 著作
著有《写礼庼遗著》、《明史考证攟逸》四十二卷。

## 家族
王鏊第十三世孙。
- 夫人王谢长达（1848年－1934年）[3]
- 长子王季烈（1873年－1952年），科普翻译家和戏曲学家
- 次子王季同（1875年－1948年）
- 三子王季鋆，早殇
- 四子王季点（1879年－1966年）
- 五子王季绪（1881年－1952年）
- 长女王季昭
- 次女王季茝（C. C. Wang）
- 三女王季玉（1885年－1967年）
- 四女王季山（1887年－1949年）
- 五女王季常（1890年－1974年）